# Schloss Ledreborg

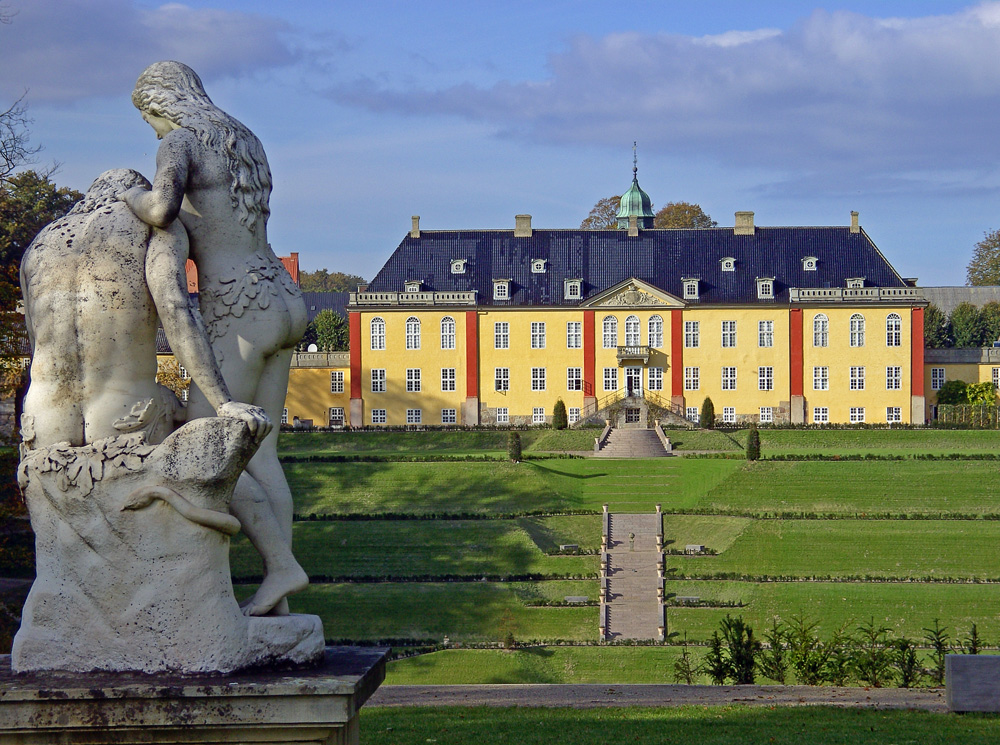
Schloss Ledreborg (2006)

Schloss Ledreborg, zuvor Lejregård, ist ein Rokoko-Schloss in Lejre/Roskilde Amt auf der dänischen Hauptinsel Seeland.
Das westlich der Hauptstadt Kopenhagen gelegene Schloss wurde 1739 von dem dänischen Hofmarschalls Graf Johan Ludvig von Holstein(-Ledreborg) als Mittelpunkt des gleichnamigen landwirtschaftlichen Gutsbetriebes in Größe von 1.500 Hektar erbaut. Es befindet sich trotz behutsamer Renovierung in einem weitgehend originalen Erhaltungszustand des Rokoko und ist umgeben von einem 80 Hektar großen Landschaftspark, der von einer tiefen eiszeitlichen Rinne durchzogen wird und dessen formaler Bereich in der unmittelbaren Umgebung der Schlossanlage nach der alten barocken Gestaltung im Jahr 2006 umfassend renoviert und neu angelegt wurde. Schloss Ledreborg wird jetzt in achter Generation von der Familie der Grafen von Holstein-Ledreborg bewirtschaftet.
Das Schloss verfügt über eine umfangreiche Sammlung von Gemälden aus der Zeit des Erbauers, die besichtigt werden kann.